# 엘레나 차우셰스쿠
엘레나 차우셰스쿠(루마니아어: Elena Ceauşescu, 루마니아어 발음: [eˈlena tʃe̯a.uˈʃesku], 1916년 1월 7일~1989년 12월 25일)는 루마니아의 정치인, 영부인이다. 루마니아 공산당의 총비서, 루마니아 사회주의 공화국의 부수상을 역임했다. 혼인하기 전 이름은 레누차 페트레스쿠(루마니아어: Lenuța Petrescu)였으며 루마니아의 독재자 니콜라에 차우셰스쿠의 부인이다.

## 생애

### 어린 시절
엘레나 차우셰스쿠는 루마니아 왕국 왈라키아 듬보비차주에서 태어났다. 그녀의 집안은 대대로 농업에 종사하는 농민이었고, 13살때 오빠를 따라 부쿠레슈티로 이사했다.
그녀의 학력은 초등학교 중퇴였는데 이것은 나중에 학력을 위조하는 동기가 되었다. 엘레나는 나중에 스스로를 화학자로 소개했지만, 관련 지식은 거의 전무했고 그녀의 화학에 대한 인연은 어느 화학자의 조수로 잠시 일했던 게 전부였다. 

### 니콜라에 차우셰스쿠와의 결혼
1939년 엘레나는 루마니아 공산당원이자 젊은 반파시스트인 니콜라에 차우셰스쿠와 교제를 시작하여 연인 관계로 발전했지만, 그의 잦은 투옥으로 관계가 여러번 중단되었다.
그러나 엘레나는 니콜라에 차우셰스쿠와 결별하지 않았고 둘을 1945년 12월 23일에 정식으로 결혼하였다.

### 정치 경력
차우셰스쿠가 고위직에 오른 이후에도 그녀는 계속 조용히 내조를 하였다. 그러나 남편인 니콜라에가 루마니아의 실권자로 등극하면서 그녀는 연다라 공식 석상에 등장했고 마오쩌둥의 아내 장칭에게 영감을 받아 자신의 정치적 부상을 기대했다.
엘라나는 1966년 성평등에 대한 책을 본 후, 공산주의적 여성주의에 관심을 가지게 되었고, 1972년에는 자신에게 남편과 동등한 직위를 달라고 공개적으로 요구했다. 정부는 그녀의 요구를 수용할 수밖에 없었고, 그 결과 그녀는 루마니아 공산당 중앙위원회 위원, 루마니아 사회주의 공화국 대국민회의 의원, 부총리 등으로 매번 임명, 선출되었다.
엘레나 차우셰스쿠는 문화에도 깊은 관심을 기울였는데 그 대상은 루마니아에서 사회주의적 사실주의의 적용이었다. 그녀는 1987년 공개적으로 종교 박해를 옹호했다.

### 몰락과 사망
루마니아 혁명으로 니콜라에 차우셰스쿠가 권력을 잃고 체포되자 아내인 엘레나 차우셰스쿠도 공범으로 지목되어 재판을 받았다. 법원은 차우셰스쿠 부부에게 총살형을 선고했다. 그녀는 사형집행장에서 형이 집행되어야 한다고 주장했고 재판부가 그녀의 요청을 받아드려 남편과 함께 처형되었다.